# Laurie Blouin
Laurie Blouin (Stoneham-et-Tewkesbury, 7 aprile 1996) è una snowboarder canadese.

## Biografia
In Coppa del Mondo di snowboard ha esordito il 26 febbraio 2012 a Stoneham e ha ottenuto il primo podio il 22 agosto 2015 a Cardrona (2ª).
Si è laureata campionessa mondiale nello slopestyle ai Mondiali di Sierra Nevada. Ha partecipato alle Olimpiadi di Pyeongchang 2018 vincendo la medaglia d'argento nello slopestyle, inoltre ha pure raggiunto la finale del big air terminando al 12º posto. Ai Mondiali di Aspen 2021 ha vinto l'oro nel big air. Ai Giochi Olimpici di Pechino 2022 non è riuscita a confermare il podio, terminando lo slopestyle al 4º posto eil big air all'8º.

## Palmarès

### Olimpiadi
- 1 medaglia:
  - 1 argento (slopestyle a Pyeongchang 2018)

### Mondiali
- 2 medaglie:
  - 2 ori (slopestyle a Sierra Nevada 2017; big air ad Aspen 2021)

### Winter X Games
- 6 medaglie:
  - 1 oro (big air ad Aspen 2019)
  - 1 argento (slopestyle ad Aspen 2020)
  - 4 bronzi (big air ad Hafjell 2020 e ad Aspen 2023; slopestyle ad Aspen 2021 e ad Aspen 2022)

### Mondiali juniores
- 1 medaglia:
  - 1 oro (slopestyle a Erzurum 2013)

### Coppa del Mondo
- Miglior piazzamento in classifica generale freestyle: 4ª nel 2022
- 13 podi:
  - 2 vittorie
  - 7 secondi posti
  - 4 terzi posti

#### Coppa del Mondo - Vittore
| Data             | Località  | Paese   | Specialità |
| ---------------- | --------- | ------- | ---------- |
| 16 febbraio 2020 | Calgary   | Canada  | SBS        |
| 6 marzo 2022     | Bakuriani | Georgia | SBS        |

Legenda:

SBS = Slopestyle